# 蟠龍峡
蟠龍峡（ばんりゅうきょう）は、島根県邑智郡美郷町の比之宮地域（比敷、村之郷、宮内）を代表する景勝地。角谷川の上流にあたる。吊り橋、ゆるやかな遊歩道が整備されているので、落下する滝、岩と木の織りなす景色を見ながら散策が楽しめる。10分程度で、下まで降りて滝を見上げられる。

## 概要
約1,000m2の川辺の平地を過ぎると、四方を山に囲まれた峡谷の断崖がほぼ直角に聳え立ち、大小3つの滝が落下し、淵を作っている。絶壁の頂きに登ることも可能。断崖には、張出し遊歩道、滝の上には、吊橋の歩道橋等が整備されている。
峡谷公園の入口には公園の紹介と、滝にまつわる秘話も紹介されている。また、公園内には、流し台やトイレが設置されてあって、野外キャンプが可能である。

## 蟠龍峡鏡ヶ淵
13世紀末に、阿波国麻生荘の領主、小笠原長親は功績をあげて、石見国村之郷(むらのごう)を獲得し、瀬戸内海を渡って、定住した。その家臣の一人に、玄太夫宗利という武術に優れた若き軍師がいた。
南北朝時代に足利尊氏と小笠原家は蟠龍峡で対峙したが、「魚切」(魚断り)とも呼ばれるこの地の地形を、小笠原軍はフルに活用して、戦ったため、足利軍は進軍を断念して、退却した。
このときの褒美として、宗利は長親の娘を妻としたが、数年後、厄病で妻の美貌は見る影もなくなってしまった。そんな折、宗利は美しい女中に執着するようになった。
女中に嫉妬した妻は、宗利、女中とともに、魚断りで遊山を楽しんだ。そして、明鏡台(めいきょうだい)と呼ばれる岩頭で休憩中に、懐から手鏡を取り出して髪のほつれを掻き上げていた女中を、背後から忍び寄り、岩から突き落とした。
それに気づいた女中は、死なばもろともと、奥方の着物をつかんだため、二人は谷底へ落ちていった。宗利が慌てて谷底をのぞき込むと、二人の頭髪が抜けて、竜となって争い続けていた。やがて、二人の頭髪は松の枝にかかり、二人の女は深い谷の淵に姿を消していった。
二人の死に責任を感じた宗利は、二人を悼みつつ、蟇田(がまた)というところで、自害して果てた。
二人の女の落ちていったところは、「鏡ヶ淵」と名づけられ、岩角には今でも「髪かけの松」が残っているという。1934年（昭和9年）、蟠龍峡の「滝の明神」を勧請するときに、宗利ら三人を合祀した。また、宗利が自害したところを、宗利原といい、そこにある宗利の方形の墓は、いつも蟠龍峡の方に傾いていると言われている。

## 交通
JR三江線 江津駅より石見都賀駅(所要時間約2時間)あるいは三次駅より石見都賀駅(所要時間約1時間)、下車後、タクシーで県道55号を通り15分。（三江線は2018年3月末で廃止）